# Tôn-Thât Tiêt
Tôn-Thât Tiêt est un compositeur vietnamien né le 18 octobre 1933 à Hué. Il se rend en France en 1958 pour continuer ses études musicales au Conservatoire de Paris où il a pour professeurs Jean Rivier et André Jolivet.
La musique de Ton-That Tiêt se caractérise par cette double appartenance orientale et occidentale, son inspiration vient de la pensée chinoise et hindoue. Plus récemment, c'est la poésie chinoise classique qui l'inspire, en particulier Li Po ou Wang Wei.
Tôn-Thât Tiêt a composé les musiques des films du réalisateur vietnamien Trần Anh Hùng : L'Odeur de la papaye verte, Cyclo et À la verticale de l'été, ainsi que la partition pour deux ballets de Régine Chopinot : Parole de feu, et la Danse du temps.
En 2007, il collabore avec l'ensemble vocal contemporain Musicatreize en composant la musique d'un conte musical écrit par Tam Quy, L'arbalète magique, d'après une légende vietnamienne.

## Œuvres

### Musique orchestrale
- 1966 : Multi cordi pour orchestre à cordes
- 1970 : Hy vong 14 pour cor anglais, clavecin et orchestre à cordes
- 1971 : Ngu hanh I pour ensemble d’instruments anciens
- 1973 : Ngu hanh II pour orchestre
- 1974 : Vo vi pour orchestre à cordes
- 1975 : An tuong pour orchestre
- 1978 : Kiêm ai pour chœur mixte, chœur d’enfants et orchestre
- 1980 : Images lointaines II pour soprano et orchestre
- 1985 : Concerto pour violoncelle
- 1986 : Chu Ky VII pour harpe principale et ensemble instrumental
- 1987 : Les Jardins d’autre Monde pour ensemble instrumental
- 1991 : Le chemin du Bouddha, ballet en 4 tableaux pour chœur et orchestre
- 1994 : Dialogue avec la nature pour 2 guitares et orchestre
- 1996 : Légendes des Terres du Sud pour soprano, récitant et orchestre
- 1997 : Contemplation pour alto et orchestre
- 2001 : Images du temps pour harpe et orchestre d’harmonie
- 2004 : Chants d’ivresse pour mezzo-soprano, flûte et orchestre à cordes
- 2006 : Du haut de la Montagne pour violoncelle, percussion et orchestre à cordes (2e Concerto pour violoncelle)
- 2008 : Couleur du Son, Couleur du Silence pour orchestre et ensemble vocal facultatif
- 2015 : Aurore de Savoie pour quatuor à cordes et orchestre à cordes
- 2017 : Jeux de Couleurs pour guitare et orchestre d'harmonie

### Œuvres scéniques
- 1997 : Paroles du feu pour ensemble instrumental, ballet en trois parties
- 1999 : La danse du temps pour quatuor à cordes, percussions, chœurs et bande, ballet
- 2004 : L'Arbalète Magique, opéra de chambre
- 2015 : Contes de Grand Mère, 3 contes musicaux pour récitante, violon, guitare et percussion

### Musique de chambre
- 1965 : Cinq pièces pour hautbois et piano
- 1965 : Sonate pour violon seul
- 1966 : Quatuor à cordes n° 2
- 1967 Ba Đoản Khúc (Trois pièces pour piano)
- 1967 : Incarnations structurales pour flûte, violoncelle (ou alto), harpe
- 1967 : Vision II pour flûte et piano
- 1968 : Tu dai canh pour flûte, hautbois, clarinette, basson, piano
- 1969 : Hy vong 267 pour cor anglais et clavecin
- 1972 : Ai van I pour clavecin
- 1972 : Ai van II pour flûte à bec basse et clavecin
- 1973 : Tuong niem pour flûte, alto et 2 harpes
- 1974 : Niem pour flûte en sol et harpe
- 1976 : Chu ky I pour trio à cordes
- 1976 : Chu ky II pour quintette à vent
- 1977 : Bao la pour clarinette seule
- 1977 : Chu ky III pour harpe
- 1977 : Chu ky IV pour 4 percussions
- 1980 : Trung dzuong pour piano
- 1981 : Terre-Feu pour alto seul
- 1982 : Bois-Terre pour violoncelle
- 1982 : Jeu des cinq éléments I pour violon et violoncelle
- 1982 : Jeu des cinq éléments II pour basson
- 1982 : Métal-Terre-Eau pour violon
- 1983 : Chu ky V pour flûte et bande
- 1984 : Jeu des cinq éléments III pour trio à cordes et harpe
- 1986 : Strasbourg 85 pour orgue
- 1987 : Dzao, 9 préludes pour clavecin
- 1987 : Trois intermezzi pour basson, percussion et harpe
- 1988 : Doi dzien pour flûte à bec ténor et bande
- 1988 : Kimco pour flûte à bec alto
- 1989 : Moments rituels I pour saxophone ténor, percussion et synthétiseur
- 1989 : Préludes à un dialogue pour 2 guitares
- 1990 : Jeu des cinq éléments IV pour violon, violoncelle et piano
- 1991 : Phong vu pour quatuor à cordes
- 1991 : The endless murmuring I pour violoncelle et harpe
- 1992 : Moments rituels II pour ensemble de saxophones
- 1992 : Thuy, lam…Vo pour flûte et harpe
- 1993 : The endless murmuring II pour basson et harpe
- 1993 : Trois estampes pour trio de flûtes et percussion
- 1993 : Xuan vu pour violoncelle et piano
- 1994 : Thu phong pour violon et piano
- 1995 : Suite chorégraphique pour ensemble
- 1995 : The endless murmuring III pour alto, basson et harpe
- 1996 : Lang dzu pour clarinette, alto et violoncelle
- 1996 : Paroles du feu pour ensemble instrumental, ballet en trois parties
- 1997 : Images furtives pour violoncelle et piano
- 1997 : Lang dzu II pour clarinette, alto et violoncelle
- 1998 : Mémoire de la rivière pour quatuor à cordes (Première partie de La Danse du Temps)
- 1999 : Cycles du temps pour 6 percussions (Deuxième partie de La Danse du Temps)
- 1999 : La petite souris pour harpe
- 2000 : Et la rivière chante l’éternité pour trio à cordes
- 2001 : Le vent printanier pour ensemble instrumental
- 2003 : Vô dê I pour clavecin
- 2003 : Vô dê II pour 2 pianos
- 2003 : Jeu des cinq éléments V pour petit ensemble
- 2004 : Kou-M, 6 little children’s stories pour violon et piano
- 2004 : Lang dzu III pour clarinette, alto et violoncelle
- 2004 : Poèmes pour flûte, alto, harpe et trio Ca Trù (musique traditionnelle vietnamienne)
- 2004 : Vô dê III pour saxophone seul
- 2005 : Instants intimes pour soprano et trio à cordes
- 2005 : La mer déchaînée pour contrebasse
- 2007 : Appel pour soprano et trio à cordes
- 2007 : Comme la peinture de Wang Wei pour soprano, violon, clarinette et harpe
- 2007 : Voyage pour violoncelle seul
- 2009 : Ballade au clair de lune pour 2 flûtes, 2 harpes et récitante
- 2010 : Sept Pas Lotus pour flûte et harpe
- 2011 : Couleur du Temps pour clarinette et harpe
- 2011 : Murmures de Gargilesse pour 2 violoncelles et harpe
- 2012 : Réincarnation pour deux harpes
- 2013 : Le Tombeau de Christian Lardé pour flûte seule – composé en la mémoire de Christian Lardé
- 2014 : Balade, pour percussions seules
- 2014 : Xuân, Thu (Printemps, Automne) pour harpe
- 2015 : Hoang Dziep pour deux harpes
- 2016 : Mémoire des Sons, “Hommage à Henri Dutilleux”, pour violoncelle seul
- 2018 : Regards dans la Brume, pour quatuor à cordes et piano
- 2019 : Horizon Nordique pour clavecin et guitare
- 2019 : Romance pour saxophone et piano
- 2019 : Forêt de Gargilesse pour 7 harpes
- 2019 : Vô Đề pour clavecin quatre mains
- 2020 : Escapade, pour 3 harpes
- 2020 : Une autre sur “ré-mi”, pour violon seul (à la mémoire de Devy Erlih)

### Musique vocale
- 1984 : Le Chant de l’Espérance pour chœur d’enfants et ensemble instrumental
- 1988 : Prajna paramita pour 6 voix (ou ensemble vocal) et ensemble instrumental
- 1993 : Chu ky VI pour 12 voix mixtes
- 1993 : Temps oublié pour ensemble vocal et synthétiseur (Troisième partie de La Danse du Temps)
- 2001 : Le Sourire de Bouddha pour chœurs de chambre
- 2010 : Où trouver la Couleur de la Vacuité pour 12 voix et ensemble instrumental
- 2011 : Hommage à Jean Zay: A l’angle du chemin de ronde pour baryton et ensemble à vents

### Musique de film
- 1993 : L'Odeur de la papaye verte de Trần Anh Hùng
- 1995 : Cyclo de Trần Anh Hùng
- 2000 : À la verticale de l'été de Trần Anh Hùng
- 2004 : Gardien de buffles de Minh Nguyên-Vô
- 2005 : Holly de Guy Moshe